# YX LABELS
株式会社YX LABELS（ワイエックス・レーベルズ）は、韓国のエンターテインメント企業HYBE傘下の日本芸能プロダクション、ならびにレコードレーベル。旧社名Big Hit Entertainment Japan、HYBE LABELS JAPAN。
2017年9月29日、Big Hit Entertainment Japan（法人番号：1010401134122）として設立され、2021年3月30日にHYBE LABELS JAPANに商号変更。同年7月1日には、HYBE JAPANに合併し解散したが、同月6日、同一商号であるHYBE LABELS JAPAN（法人番号：1010401161307）として新規登録された。これらは別の法人格であるが、商号・デビュープロジェクト等の事業は継続されているため、以下では連続して扱う。

## 沿革

### 2017年 - 2021年：Big Hit Entertainment Japan
2017年9月29日、Big Hit Entertainment（現 HYBE）の日本法人「Big Hit Entertainment Japan」として設立。
2021年1月1日、日本を皮切りにグローバルに活躍するアーティストを生み出す「Big Hit Japan グローバルデビュープロジェクト」の始動を発表した。

### 2021年 - 2025年：HYBE LABELS JAPAN

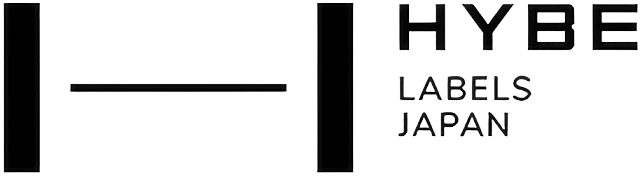
HYBE LABELS JAPANのロゴ

2021年3月30日、Big Hit Entertainmentが「HYBE」へと社名を変更したことに伴って、「HYBE LABELS JAPAN」 へ社名を変更。
2021年7月1日、HYBE JAPANに合併し解散したが、同月6日、同一の商号「HYBE LABELS JAPAN」を新規登録（法人番号：1010401134122）。同社は、HYBE JAPANの子会社となった。
2022年7月よりオーディション番組『&AUDITION - The Howling -』の放送を開始。韓国で2020年に実施され話題を呼んだ大型プロジェクト「I-LAND」を経て先にデビューが確定していた4人のメンバー（K、NICHOLAS、EJ、TAKI）と練習生11名が参加した。同年9月には、東京ガーデンシアターにて開催されたファイナルラウンドにおいて、デビューメンバーが決定し、新グループ『&TEAM』が結成された。
2022年12月7日、&TEAMが1st EP『First Howling : ME』をリリースし、デビュー。
2023年12月1日、イ・ミョンハク氏に代わり、キム・ヨンス氏がゼネラルマネージャーが就任したことを発表。同氏は、PLEDISエンターテインメント副社長（当時）を務めており、2000年代にはSMエンタテインメントにてBoAや神話などの日本進出に貢献。また、YGエンターテインメント所属のSE7ENの日本デビューを実現した人物である。

### 2025年 - ：YX LABELS
2025年2月14日、社名を「YX LABELS」（ワイエックス・レーベルズ）に変更。新名称には、日本の音楽市場に新たな「軸（axis）」を立てるというレーベルの抱負が込められている。
2025年2月15日より、新世代J-POPボーイズグループプロジェクトとして、オーディション番組「応援-HIGH ～夢のスタートライン～」が日本テレビにて放送スタート。2023年に24組として公開されていた練習生8人（優樹、シン、琉楓、雅久、ハク、京助、海志、礼央）と新たに追加された練習生3名が参加。同年4月にデビューメンバーが決定し、新グループ『aoen』が結成された。

## 所属アーティスト

### 所属アーティスト（芸能事務所）
- &TEAM
  - EJ、FUMA、K、NICHOLAS、YUMA、JO、HARUA、TAKI、MAKI
- aoen
  - 優樹、琉楓、雅久、輝、颯太、京助、礼央

### プロデューサー
- Soma Genda
- BreadBeat